# Karacasu
Karacasu est une ville et un district de la province d'Aydın dans la région égéenne en Turquie.